# Probatodes marginicollis
Probatodes marginicollis là một loài bọ cánh cứng trong họ Cerambycidae.